# Afinitat (sociologia)
L'afinitat en termes de sociologia, es refereix al «parentiu d'esperit», a l'interès i a altres fets en comú interpersonals. L'afinitat es caracteritza per alts nivells d'intimitat i interessos compartits, normalment en grups tancats, també coneguts com a grups d'afinats. Es diferencia de l'afinitat en dret i cànon que es refereixen en general a la relació matrimonial. L'afinitat social pot ser generalment considerada com a «matrimoni» a unes idees, ideals i causes compartits per una llarga comunitat de gent.

## Teories
En el llibre Who is my neighbor? Social affinity in a modern world (en català Qui és el meu veí? La afinitat social en un món modern), el professor James Allan Vela-McConnell del Boston College, explora el sorgiment del concepte de «afinitat social» apropant la noció clàssica de cohesió social a la psicologia social contemporània, afirmant que les idees subjacents a l'afinitat social se centren en el sentiment d'obligació moral que manté unida a la societat.
Max Weber la denomina «afinitats electives».

## Genètica
La afinitat genètica és una relació genètica.
Per exemple, polimorfismes de l'ADN mitocondrial i del cromosoma Y mostren una marcada afinitat genètica entre suecs i centreeuropeus, en particular amb els alemanys. Aquestes conclusions també són vàlides per als noruecs.